# Бенашвили, Александр Сабович
Александр Сабович Бенашвили (1905, село Шрома, Сигнахский уезд, Тифлисская губерния, Российская империя — неизвестно, село Шрома, Лагодехский район, Грузинская ССР) — звеньевой колхоза «Ленинис Андердзи» Лагодехского района, Грузинская ССР. Герой Социалистического Труда (1949).

## Биография
Родился в 1905 году в крестьянской семье в селе Шрома Сигнахского уезда. Окончил местную школу. С подросткового возраста трудился в сельском хозяйстве. Во время коллективизации вступил в колхоз «Ленинис Андердзи» Лагодехского района, председателем которого был Георгий Александрович Гочелашвили. В послевоенное время возглавлял звено табаководов.
В 1948 году звено под его руководством собрало в среднем с каждого гектара по 28,4 центнеров листьев табака сорта «Трапезонд» на участке площадью 3,1 гектара. Указом Президиума Верховного Совета СССР от 5 августа 1949 года удостоен звания Героя Социалистического Труда за «получение высоких урожаев кукурузы и табака в 1948 году» с вручением ордена Ленина и золотой медали «Серп и Молот» (№ 4219).
После выхода на пенсию проживал в родном селе Шрома Лагодехского района. Дата смерти не установлена.
Награды
- Герой Социалистического Труда
- Орден Ленина
- Медаль «За трудовую доблесть» (07.08.1952)